# Bill Young (Politiker)

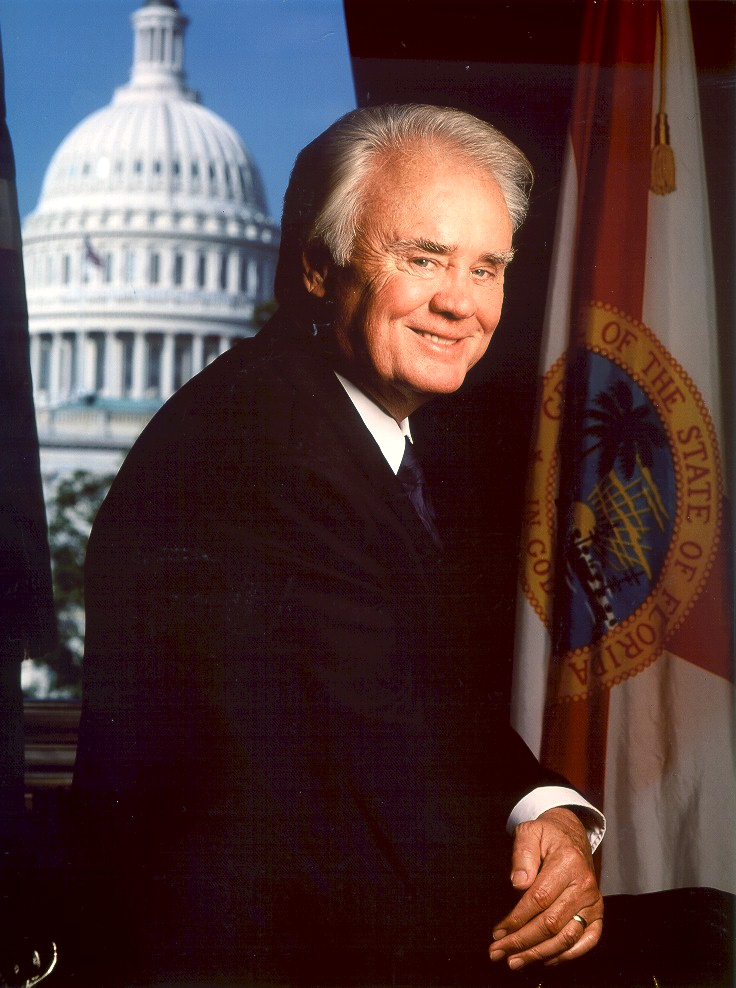
Bill Young

Charles William „Bill“ Young (* 16. Dezember 1930 in Harmarville, Allegheny County, Pennsylvania; † 18. Oktober 2013 in Bethesda, Maryland) war ein US-amerikanischer Politiker (Republikaner). Von 1971 bis zu seinem Tod vertrat er den Bundesstaat Florida im US-Repräsentantenhaus.

## Werdegang
Im Alter von 15 Jahren zog Bill Young nach Saint Petersburg in Florida. Zwischen 1948 und 1957 diente er in der Army National Guard. Danach begann er als Mitglied der Republikanischen Partei eine politische Laufbahn. Zwischen 1960 und 1970 gehörte Young dem Senat von Florida an; seit 1966 führte er dort die republikanische Fraktion. In den Jahren 1965 und 1967 gehörte Young zu einer Kommission, die mit der Überarbeitung der Staatsverfassung von Florida beauftragt war. Damals war er auch Mitglied eines Ausschusses, der Homosexuelle verfolgte und öffentlich an den Pranger stellte (Florida Legislative Investigation Committee). In diesem Zusammenhang verloren einige Universitätsprofessoren und Lehrer in Florida ihre Arbeitsstellen. Zwischen 1968 und 1984 war er mit einer Ausnahme im Jahr 1980 Delegierter bei allen Republican National Conventions.
Bei den Kongresswahlen des Jahres 1970 wurde Young im achten Wahlbezirk von Florida in das US-Repräsentantenhaus in Washington, D.C. gewählt, wo er am 3. Januar 1971 die Nachfolge von William C. Cramer antrat. Nach 21 Wiederwahlen übte er sein Mandat im Kongress bis zu seinem Tod 2013 aus und galt zuletzt als der einflussreichste Kongressabgeordnete aus Florida, der föderale Subventionen („earmarks“) besonders geschickt einwarb. Er starb als dienstältester republikanischer Kongressabgeordneter. Nachdem er am 9. Oktober 2013 angekündigt hatte, bei der Wahl 2014 nicht wieder zu kandidieren, wäre er im Januar 2015 aus dem Amt ausgeschieden. Sein Tod macht eine vorzeitige Nachwahl für seinen Abgeordnetensitz notwendig. Youngs Ausscheiden aus dem Kongress eröffnet der Demokratischen Partei die realistische Möglichkeit, diesen Wahlbezirk – den Präsident Obama 2012 mit einem Prozentpunkt Vorsprung gewonnen hatte – zu erobern.
Während seiner langen Zeit im US-Repräsentantenhaus wechselte Bill Young mehrfach seinen Wahldistrikt, was teilweise auch mit Umstrukturierungen der Bezirke zusammenhing. Von 1993 bis 2013 vertrat er den zehnten Distrikt und dann bis zu seinem Tod den 13. Distrikt. In seine Zeit als Kongressabgeordneter fallen unter anderem das Ende des Vietnamkrieges, die Watergate-Affäre und der Irakkrieg. In dieser Zeit wurden auch der 26. und der 27. Verfassungszusatz verabschiedet. Bill Young war Mitglied im Bewilligungsausschuss und in zwei von dessen Unterausschüssen. Von 1999 bis 2005 war er Vorsitzender dieses Ausschusses.
Bill Young war mit Beverly Angello Young verheiratet, mit der er drei Kinder hatte. Privat lebt die Familie in Indian Shores.